# Odalisk
En odalisk (tyrkisk Odalık) var en slavinde i et osmannisk serail.  Hun var assistent eller lærling hos konkubinerne og hustruerne, og kunne avancere i status til at blive en af dem. De fleste odalisker tilhørte det kejserlige harem, sultanens hushold. 

## Etymologi
Ordet ”odalisk” er en fransk fortolkning af det tyrkiske ord odalık, som betyder "kammerpige", fra oda, "kammer" eller "rum". Ordet kan skrives odahlic, odalisque, eller odaliq.

## Status
Odalisker var nederst på rangstigen i haremmet og betjente ikke sultanen, men først og fremmest konkubinerne og hustruerne som personlige kammerpiger. Odalisker var sædvanligvis slavinder som var gaver til sultanen. Oftest blev en odalisk aldrig set af sultanen, men var i stedet under direkte opsyn af sultanens mor. Hvis en odalisk var specielt smuk, eller havde et specielt talent for dans eller sang, kunne hun få optræning som  konkubine. Hvis hun blev udvalgt, blev hun trænet til at betjene sultanen seksuelt, og først efter en  seksuel kontakt ville hendes status ændres til konkubine.

## Senere brug
I populær brug kunne ordet odalisk også bruges om en formuende mands elskerinde eller konkubine.
I det 19. århundrede blev odalisker en almindelig fantasifigur i kunstbevægelsen kaldt orientalismen, og blev fremstillet i mange erotiske afbildninger. Matisse malede også odalisker.
Edvard Grieg skrev en sang :Odalisken synger: Nu synker Solen i Asiens Dale (1870) efter et digt af Carl Alfred Bruun.